# Histoire d'O (bande dessinée)
Cet article concerne la série de bande dessinée « Histoire d'O ». Pour le roman du même nom, voir Histoire d'O. Pour l'adaptation en film, voir Histoire d'O (film).
Histoire d'O est une série de bandes dessinées érotiques en noir et blanc de Guido Crepax publiée en 1975.
Il s'agit de l'adaptation du roman Histoire d'O de Pauline Réage.

## Albums
- Tome 1 (1975)
- Tome 2 (1984)

## Publication

### Éditeurs
- Livre essor : tome 1 (première édition du tome 1).
- Dargaud : tomes 1 et 2 (première édition du tome 2).
- Média 1000 : tomes 1 et 2.